# Соната для фортепіано № 4 (Моцарт)
Соната для фортепіано № 4 В. А. Моцарта, KV 282, Мі-бемоль мажор написана 1774 року.
Складається з трьох частин:
1. Adagio
2. Menuetto I–II
3. Allegro

Соната триває близько 12 хвилин.